# جون هنري بروك
جون هنري بروك (بالإنجليزية: John Henry Brooke)‏ هو سياسي أسترالي، ولد في 15 مايو 1826، وتوفي في 8 يناير 1902. انتخب عضو الجمعية التشريعية فيكتوريا.